# Kils kommun
Kils kommun är en kommun i Värmlands län. Centralort är Kil.

## Administrativ historik
Kommunens område motsvarar socknarna: Boda, Frykerud och Stora Kil. I dessa socknar bildades vid kommunreformen 1862 landskommuner med motsvarande namn.  
Kils municipalsamhälle inrättades 22 februari 1901 och upplöstes vid årsskiftet 1962/1963.
Vid kommunreformen 1952 uppgick Boda landskommun i Brunskogs landskommun medan Frykeruds landskommun och Stora Kils landskommun förblev oförändrade.
Kils kommun bildades vid kommunreformen 1971 av Frykeruds och Stora Kils landskommuner samt en del ur Brunskogs landskommun (Boda församling). 
Kommunen ingick från bildandet till 7 februari 2005 i Karlstads domsaga och ingår sen dess i Värmlands domsaga.

## Geografi
Kommunen gränsar till Karlstads kommun i söder, Forshaga kommun i öst, Arvika kommun i väst, Grums kommun i sydväst och Sunne kommun i norr.

### Topografi och hydrografi
Kommunens berggrund består främst av gnejser. Östra delen av landskapet präglas av ett sprickdalssystem där Frykensjöarna ingår. Vid Mellan-Frykens nedre ände sträcker sig ett vackert odlingslandskap ut.
I västra delen av kommunen finns ett varierat landskap med skogar och sjöar, delvis uppodlade slätter. Norra Hyn, ett område av nationellt intresse för naturvård, ligger strax öster om centralorten. Här finns en serie delta skapade av Klarälven och området är också av betydelse för fågelskydd.
Nedan presenteras andelen av den totala ytan 2020 i kommunen jämfört med riket.
|  | Bebyggelse (5,5 %) |

|  | Skog (69,0 %) |

|  | Öppen myrmark (2,2 %) |

|  | Jordbruksmark (19,7 %) |

|  | Övrig mark (3,7 %) |

|  | Bebyggelse (3,1 %) |

|  | Skog (68,0 %) |

|  | Öppen myrmark (7,2 %) |

|  | Jordbruksmark (7,4 %) |

|  | Övrig mark (14,3 %) |

### Administrativ indelning
Fram till 2016 var kommunen för befolkningsrapportering indelad i tre församlingar: Boda församling, Frykeruds församling och Stora Kils församling.

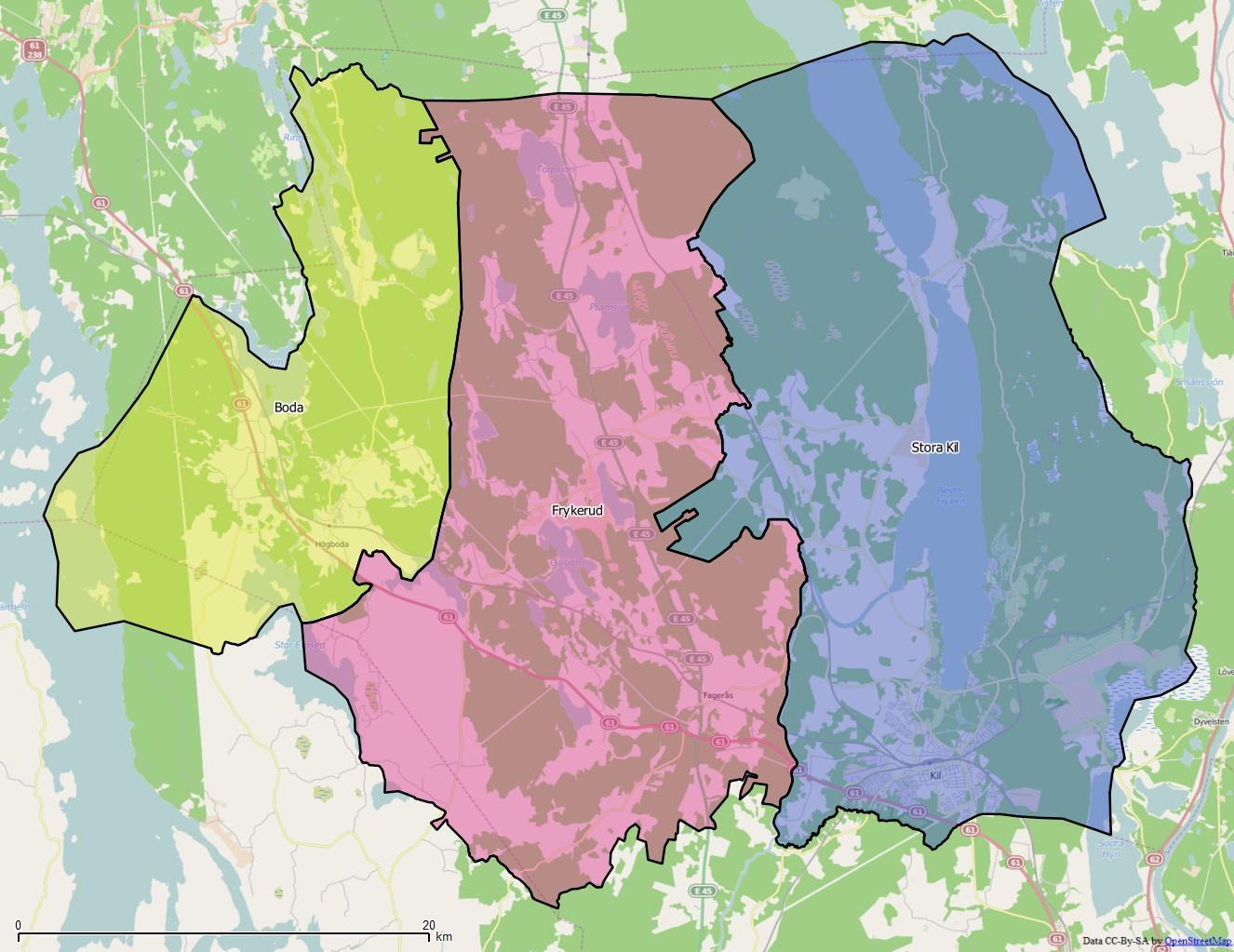
Distrikt (socknar) inom Kils kommun

Från 2016 indelas kommunen i tre distrikt, vilka motsvararde tidigare socknarna: Boda, Frykerud och Stora Kil.

### Tätorter
Vid tätortsavgränsningen av Statistiska centralbyrån den 31 december 2015 fanns det fyra tätorter i Kils kommun.
| Nr | Tätort   | Folkmängd |
| -- | -------- | --------- |
| 1  | Kil      | 7 627     |
| 2  | Stenåsen | 493       |
| 3  | Fagerås  | 449       |
| 3  | Högboda  | 334       |

Centralorten är i fet stil.

## Styre och politik

### Styre
Mandatperioden 2010–2014 styrdes kommunen av en blocköverskridande koalition bestående av Socialdemokraterna och Centerpartiet. Tillsammans samlade partierna 19 av 35 mandats i kommunfullmäktige. Samma koalition fortsatte styra även mandatperioden 2014–2018. Partierna fick fortsätta styra även mandatperioden 2018–2022. Då meddelade man att "Vi har en gemensam överenskommelse att utveckla landsbygden, öka kvalitén i skolan och äldreomsorgen, där vi planerar för ett nytt särskilt boende, och fortsätta näringslivsutvecklingen". Efter valet 2022 inkluderades även Miljöpartiet i den styrande koalitionen.

### Kommunfullmäktige

#### Presidium
| Presidium 2022-2026    | Presidium 2022-2026 | Presidium 2022-2026 |
| ---------------------- | ------------------- | ------------------- |
| Ordförande             | S                   | Jessica Hildén      |
| Förste vice ordförande | M                   | Jan Fallström       |
| Andre vice ordförande  | S                   | Dragan Tesovic      |

Källa:

#### Mandatfördelning 1970–2022
|  | 19 | 12 | 9 | 4 |

| 37 | 8 |

|  | 17 | 13 | 9 | 5 |

| 38 | 7 |

| 17 | 11 | 12 | 5 |

| 35 | 10 |

| 2 | 18 | 9 | 9 | 7 |

| 31 | 14 |

| 2 | 17 | 7 | 5 | 8 |

| 26 | 13 |

| 2 | 16 | 7 | 5 | 9 |

| 25 | 14 |

| 2 | 16 | 2 | 7 | 5 | 7 |

| 25 | 14 |

| 2 | 14 | 2 | 2 | 6 | 3 | 2 | 8 |

| 27 | 12 |

| 2 | 17 | 3 | 5 | 3 |  | 8 |

| 22 | 17 |

| 3 | 13 | 3 | 6 | 2 | 3 | 9 |

| 24 | 15 |

| 2 | 12 |  | 5 | 3 | 3 | 9 |

| 20 | 15 |

| 15 | 2 |  | 6 | 2 | 2 | 7 |

| 21 | 14 |

|  | 14 | 2 |  | 5 | 2 | 2 | 8 |

| 20 | 15 |

| 2 | 14 | 2 | 3 | 6 |  |  | 6 |

| 18 | 17 |

| 2 | 14 | 2 | 7 | 8 | 2 | 6 |

| 25 | 16 |

| 2 | 14 | 2 | 8 | 5 |  |  | 8 |

| 26 | 15 |

### Nämnder

#### Kommunstyrelse
| Presidium 2022-2026    | Presidium 2022-2026 | Presidium 2022-2026    |
| ---------------------- | ------------------- | ---------------------- |
| Ordförande             | S                   | Anders Johansson       |
| Förste vice ordförande | C                   | Kenneth Bengtsson      |
| Andre vice ordförande  | M                   | Irene Lennemyr Winkler |

Källa:

#### Lista över kommunstyrelsens ordförande
- Jan Wadell, Moderaterna, 1999–2006[15]
- Mikael Johansson, Socialdemokraterna, 2006–2018[16][17]
- Anders Johansson, Socialdemokraterna, 1 januari 2019–

Denna lista hämtas från Wikidata. Informationen kan ändras där.

#### Övriga nämnder
| Nämnd                        | Ordförande | Ordförande       | Vice ordförande | Vice ordförande        |
| ---------------------------- | ---------- | ---------------- | --------------- | ---------------------- |
| Socialnämnden                | C          | Peter Pettersson | M               | Laila Norstedt Persson |
| Tekniska nämnden             | C          | Berndt Björkman  | M               | Jan Fallström          |
| Miljö- och byggnadsnämnden   | C          | Björn Tolen      | M               | Kent Wallin            |
| Barn- och utbildningsnämnden | S          | Jessica Hildén   | M               | Albert Langenbach      |
| Valnämnden                   | C          | Leif Askeröd     | M               | Thorbjörn Holmqvist    |

### Vänorter
Kils kommun har följande vänorter:
I Norden:
- Laihela, Finland
- Svinninge, Danmark
- Trysil, Norge

Utanför Norden:
- Skuodas, Litauen

## Ekonomi och infrastruktur

### Näringsliv
Kommunikationerna har historiskt sett varit avgörande för näringslivet i området. Redan 1849 anlades en av Sveriges första järnvägar mellan Fryken och Klarälven, vilket satte tonen för regionens utveckling. I dag är Kil kommun den största arbetsgivaren, följt av företag som Wenmec AB, som tillverkar maskiner för materialhantering, och RZ Kils verkstäder, specialiserade på stål- och plåtbearbetning, båda belägna i centralorten. Dessutom finns Moelven Byggmoduler AB i Moelven, vilket ytterligare bidrar till näringslivets mångfald och styrka i området.

### Infrastruktur

#### Transporter
Kommunen genomkorsas av flera viktiga transportförbindelser, inklusive järnvägslinjerna Stockholm-Oslo och Göteborg-Karlstad. Dessutom löper riksvägarna 45 och 61 genom området.

## Befolkning

### Demografi

#### Befolkningsutveckling
Kommunen har 12 047 invånare (31 mars 2025), vilket placerar den på 187:e plats avseende folkmängd bland Sveriges kommuner.
| Befolkningsutvecklingen i Kils kommun 1810–2020 | Befolkningsutvecklingen i Kils kommun 1810–2020 | Befolkningsutvecklingen i Kils kommun 1810–2020 | Befolkningsutvecklingen i Kils kommun 1810–2020 | Befolkningsutvecklingen i Kils kommun 1810–2020 |
| --- | ----------------------------------------------- | ----------------------------------------------- | ----------------------------------------------- | ----------------------------------------------- |
| |                                                 |                                                 |                                                 |                                                 |
| År |                                                 |                                                 | Folkmängd                                       |                                                 |
| 1810 | 1810                                            |                                                 | 5 123                                           |                                                 |
| 1820 | 1820                                            |                                                 | 5 821                                           |                                                 |
| 1830 | 1830                                            |                                                 | 6 659                                           |                                                 |
| 1840 | 1840                                            |                                                 | 7 454                                           |                                                 |
| 1850 | 1850                                            |                                                 | 8 296                                           |                                                 |
| 1860 | 1860                                            |                                                 | 8 979                                           |                                                 |
| 1870 | 1870                                            |                                                 | 9 310                                           |                                                 |
| 1880 | 1880                                            |                                                 | 9 963                                           |                                                 |
| 1890 | 1890                                            |                                                 | 8 931                                           |                                                 |
| 1900 | 1900                                            |                                                 | 8 580                                           |                                                 |
| 1910 | 1910                                            |                                                 | 8 094                                           |                                                 |
| 1920 | 1920                                            |                                                 | 8 269                                           |                                                 |
| 1930 | 1930                                            |                                                 | 7 941                                           |                                                 |
| 1940 | 1940                                            |                                                 | 7 456                                           |                                                 |
| 1950 | 1950                                            |                                                 | 7 575                                           |                                                 |
| 1960 | 1960                                            |                                                 | 7 651                                           |                                                 |
| 1970 | 1970                                            |                                                 | 8 292                                           |                                                 |
| 1980 | 1980                                            |                                                 | 11 171                                          |                                                 |
| 1990 | 1990                                            |                                                 | 12 221                                          |                                                 |
| 2000 | 2000                                            |                                                 | 11 912                                          |                                                 |
| 2010 | 2010                                            |                                                 | 11 706                                          |                                                 |
| 2020 | 2020                                            |                                                 | 12 115                                          |                                                 |
| Anm: Informationen gäller för dagens kommungränser. Äldre informationen är ihopsamlad från tidigare kommuner eller från socknarna som idag ingår i kommunen. |                                                 |                                                 |                                                 |                                                 |

## Kultur

### Kommunvapen
Blasonering: I fält av silver en blå kil.
Detta är ett så kallat "talande vapen".  Det fastställdes för dåvarande Stora Kils landskommun år 1963 och övertogs av den nya kommunen 1971. Nyregistrering enligt den nya lagen om skydd för kommunala vapen skedde år 1974.
Även Brunskog hade ett vapen, fastställt av Kungl. Maj:t den 31 maj 1957, med följande blasonering: I blått fält tre grankvistar av silver, ordnade två och en. Se artikeln om Arvika kommunvapen för mer information om detta vapen.

Brunskogs landskommun (1957–1970)
Stora Kils landskommun (1963–1970) Kils kommun (1971-)